# Zonsverduistering van 29 mei 1938

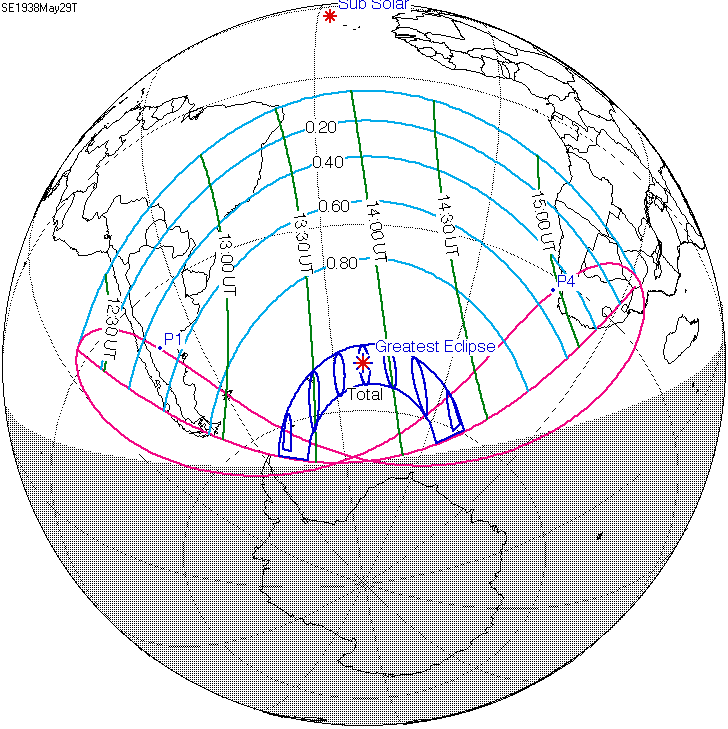
De zonsverduistering was te zien tussen de blauwe lijnen.

De totale zonsverduistering van 29 mei 1938 trok veel over zee, maar was achtereenvolgens te zien op de Zuidelijke Orkneyeilanden, Zuid-Georgia en op de Zuidelijke Sandwicheilanden.

## Lengte

### Maximum
Het punt met maximale totaliteit lag op zee ver van enig land op coördinatenpunt 52.7225° Zuid / 22.0181° West en duurde 4m04,6s.

### Limieten
| Fenomeen                    | Code | Tijdstip UTC  |
| --------------------------- | ---- | ------------- |
| Eerste contact bijschaduw   | P1   | 11:46:15.7 UT |
| Eerste contact kernschaduw  | U1   | 13:17:32.5 UT |
| Kernschaduw compleet vanaf  | U2   | 13:27:49.3 UT |
| Bijschaduw compleet vanaf   | P2   | Niet          |
| Maximum eclips              | GE   | 13:49:57.0 UT |
| Bijschaduw compleet t/m     | P3   | Niet          |
| Kernschaduw compleet t/m    | U3   | 14:12:08.0 UT |
| Laatste contact kernschaduw | U4   | 14:22:27.4 UT |
| Laatste contact bijschaduw  | P4   | 15:53:38.8 UT |